# 22 بهمن
22 بهمن (مقاطعة فارياب) (بالفارسية: تلمبه 22 بهمن دره‌شور) هي تجمع سكاني يقع في كرمان في إيران. قدّر عدد سكانها بـ 31 نسمة في الإحصاء السكاني الذي أجري عام 2006، كان عدد العائلات 6 وعدد السكان 31 نسمة.